# أندريا جاسباروني
أندريا جاسباروني (بالإيطالية: Andrea Gasbarroni)‏ (6 أغسطس 1981 إيطاليا - ) هو لاعب كرة قدم إيطالي.

## روابط خارجية
- اندريا جاسباروني على موقع قاعدة بيانات كرة القدم.إي يو (الإنجليزية)
- اندريا جاسباروني على موقع Soccerway.com (الإنجليزية)
- اندريا جاسباروني على موقع عالم كرة القدم.نت (الإنجليزية)
- اندريا جاسباروني على موقع اللجنة الأولمبية الدولية (الإنجليزية)
- اندريا جاسباروني على موقع أوليمبيديا (الإنجليزية)
- اندريا جاسباروني على موقع اللجنة الأولمبية الإيطالية (الإيطالية)